# Adelheid (abdis)
Adelheid (voor 1211 – na 1233) was een Zwitsers abdis.

## Biografie
Adelheid wordt vernoemd van 1211 tot 1233. Ze is de eerste persoon waarvan bekend is dat ze abdis was van het Benedictijner abdij Sankt Johann in Müstair, in het kanton Graubünden. Volgens een overlevering uit de 15e eeuw zou ze afstammen van de adellijke familie von Neiffen. Tijdens haar periode als abdis zou er zich een mirakel hebben voltrokken dat van de abdij een pelgrimsoord maakte en werd door priester Johannes de Grava het hospice Santa Maria Val Müstair opgericht. Het klooster werd beheerd door provoost Swiker.
- Historisch woordenboek van Zwitserland: 012451
- Union List of Artist Names: 500114349
- Virtual International Authority File: 30167543